# Jaroslava Wenigerová
Jaroslava Wenigerová (* 13. června 1946) je česká politička, v letech 2010 až 2013 poslankyně za stranu ODS. V letech 1994–1998 byla členkou Zastupitelstva města Ostravy. Mezi roky 2000–2008 zastávala funkci náměstkyně hejtmana Moravskoslezského kraje. Do Poslanecké sněmovny Parlamentu České republiky byla zvolena ve volbách 2010 v Moravskoslezském kraji.
Od června 2017 je členkou Rady České tiskové kanceláře, od února 2018 pak byla její místopředsedkyní. Byla nominována ODS. V polovině prosince 2019 obhájila post místopředsedkyně Rady ČTK, post místopředsedkyně zastávala do června 2022. Dne 15. června 2022 byla zvolena členkou Rady ČTK i na další pětileté období, které jí začalo 22. června 2022. Ve volbě získala všech 98 odevzdaných hlasů, a to jako nominantka koalice SPOLU (ODS, KDU-ČSL a TOP 09). V prosinci 2022 byla opět zvolena místopředsedkyní Rady ČTK.